# Otto Alder (Industrieller)
Otto Alder (* 28. März 1849 in Hemberg; † 2. Mai 1933 in St. Gallen; heimatberechtigt in Speicher und St. Gallen (ab 1892)) war ein Ostschweizer Textilindustrieller aus dem Kanton Appenzell Ausserrhoden.

## Leben
Otto Alder war ein Sohn von Arnold Alder, Teilhaber eines Buntwebereifabrikations-Geschäfts, und Susanna Alder geborene Mettler. Nach dem Besuch der Merkantilabteilung der Kantonsschule St. Gallen absolvierte er von 1866 bis 1869 eine kaufmännische Ausbildung in St. Gallen und Hemberg. Von 1869 bis 1873 arbeitete er als Verkäufer in Singapur. Er war Teilhaber der Stickereifirmen Seiler & Alder, Alder & Rappolt und der 1902 gegründeten Unternehmung Otto Alder & Co., aus der er sich 1916 zurückzog. Im Jahr 1873 heiratete er Anna Elise Bänziger, die Tochter des Büchsenmachers Johann Ulrich Bänziger.
Otto Alder galt als Pionier neuer Techniken und Kreationen für die mechanische Stickerei. Von 1893 bis 1929 war er Mitglied des Kaufmännischen Direktoriums St. Gallen und ab 1917 dessen Präsident. In den Jahren 1905 und 1906 wirkte er als Fachexperte bei den Verhandlungen über die Handelsverträge mit Frankreich und Deutschland. In dieser Zeit wurde er Präsident der Kommission Industrie- und Gewerbemuseum St. Gallen. Otto Alder war Mitbegründer und Präsident des Hilfsfonds der Stickereiindustrie. Ferner war er Verwaltungsrat der Schweizerischen Kreditanstalt (SKA), der AG Cilander Herisau sowie der Stickereitreuhand-Genossenschaft. Bis 1932 war er Vorstandsmitglied der Vereinigung der Schweizerischen Stickerei-Exporteure. Er war Mitglied der Schweizerischen Handelskammer, der Kommission der Schweizerischen Landesausstellung in Zürich im Jahr 1883 und Jury-Mitglied an der Weltausstellung in Paris 1889. Otto Alder publizierte verschiedene Schriften zur Stickerei, aber auch Biographien und autobiografische Werke.